# キングボンバ
『キングボンバ』は、永井豪とダイナミックプロの連載漫画作品である。雑誌『てれびくん』に1976年6月創刊号から1977年7月まで連載された。小学館てんとう虫コミックスから単行本が全2巻発行されている。後に大都社から全1冊として復刻された。
アフリカの代表的な太鼓はジャンベだが、キングボンバの太鼓はインドのタブラに近い形状である。

## あらすじ
リズム音楽学校に通う主人公の少年・響真吾（ひびき しんご）の元に、アフリカ探検中に行方不明になった父親から送られてきた一体の彫刻。太鼓と一体化したその彫刻は、7000年前に滅亡したキバラ文明の守護神のうちの一つ・キングボンバの像だった。キングボンバの太鼓を叩くことで真吾の魂はキングボンバと一体化する。キングボンバは、地球を汚した現人類を滅ぼそうとするウードウ魔術団の魔人たちと戦う。

## サブタイトル
1. なぞの黄金像
2. 魔人サガ
3. 魔人ダイル
4. 魔人ゴーリキ
5. あやうしキングボンバ
6. たいこのなぞ
7. サダトとの対決
8. キバラ文明のなぞ
9. 最後の対決

（単行本掲載のタイトル）